# Церковь Трёх Исповедников

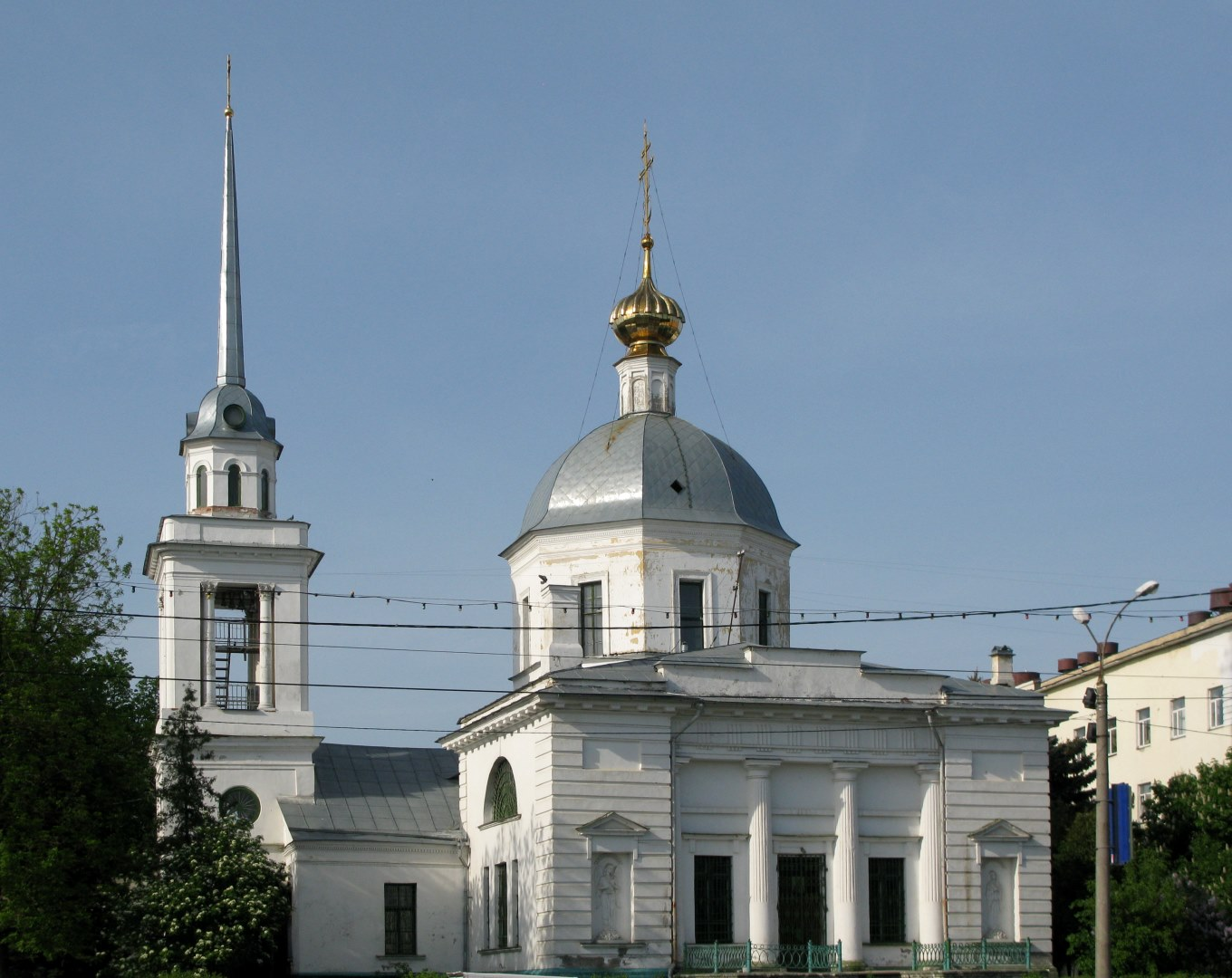
Воскресенская церковь в 2014 г.

Воскресенская церковь (церковь Воскресения Христова, церковь Трёх Исповедников) расположена в Твери на левом берегу Волги, на набережной Афанасия Никитина. Церковь относится к Тверской и Кашинской епархии Русской православной церкви. В 1955 году перед храмом установлен известный памятник Афанасию Никитину.
Церковь с колокольней была построена в 1731 году на месте ветхой деревянной церкви у перевоза (наплавного моста) через Волгу на средства купца Седова. В каменной церкви было два престола: Воскресения Христова и покровителей домашнего очага Гурия, Самона и Авива. В XIX веке к храму был пристроен придел иконы Божией Матери.
После революции 1917 года церковь была закрыта, два яруса колокольни и фрески были уничтожены. Впоследствии церковь была объявлена памятником республиканского значения. В годы Советской власти в здании церкви располагались музей здравоохранения, морской и шахматно-шашечный клубы.
В 1996 году церковь вернули верующим, а в 1997 году в ней начались богослужения.